# Basilosauridae
Basilosauridae su parafiletična porodica izumrlih kitova, koji su živjeli tijekom kasnog srednjeg do ranog kasnog eocena, te čiji su ostaci pronađeni na svim kontinentima, uključujući i Antarktik. Vjerojatno su spadali u prve kitove koji su zaista živjeli u vodi.

## Osobine
Bazilosauridi su po veličini varirali između 4 i 16 metara. Kao i kod svih arheoceta, kod njih također nije došlo do teleskopiranja lubanje kao kod današnjih kitova. Njihovi zubi se lako mogu razlikovati od zuba drugih arheoceta: nemaju gornje treće kutnjake, a gornji kutnjaci također nemaju protokonus i još neke dijelove. Zadnji udovi bili su znatno smanjeni i nisu bili povezani s kičmenim stubom, kojem nedostaju krsni pršljeni.
Prednji udovi bazilosaurida imaju široke i lepezaste lopatice spojene s ramenom, palačnom i lakatnom kosti, koje su spljoštene u jednu ravan na koju je lakatni zglob bio ograničen, čime je pronacija i supinacija bila nemoguća. Zbog nedostatka fosila prednjih udova drugih arheoceta nije moguće znati da li je takva anatomija bila jedinstvena za bazilosauride. Neke osobine bazilosaurida također su prisutne kod roda Georgiacetus.

## Taksonomija
- Porodica Basilosauridae
  - Potporodica Basilosaurinae
    - Rod Basilosaurus
    - Rod Basiloterus

  - Potporodica Dorudontinae
    - Rod Ancalecetus
    - Rod Chrysocetus
    - Rod Cynthiacetus
    - Rod Dorudon
    - Rod Saghacetus
    - Rod Zygorhiza

  - Potporodica Kekenodontinae
    - Rod Kekenodon
    - Rod Phococetus

  - Potporodica Stromeriinae
    - Rod Stromerius[4]